# Anders Anderson (skytt)
Anders Wilhelm Anderson, född 2 november 1875 i Näshulta, Södermanland , död 6 mars 1945 i Näshulta, var en svensk sportskytt. 
Han deltog i OS 1920.